# Course de côte de Montseny
La Course de côte de (Santa Fe de) Montseny est une ancienne compétition automobile espagnole de Catalogne, disputée dans la sierra de Montseny (comarque de Vallès Oriental) essentiellement entre la fin du mois de mai et le début de celui de juin, organisée par le Real Automovil Club de Cataluña (RACC), sous l'égide de la Federació Española d’Automobilisme (avec la collaboration fréquente de la Caixa de Barcelona).

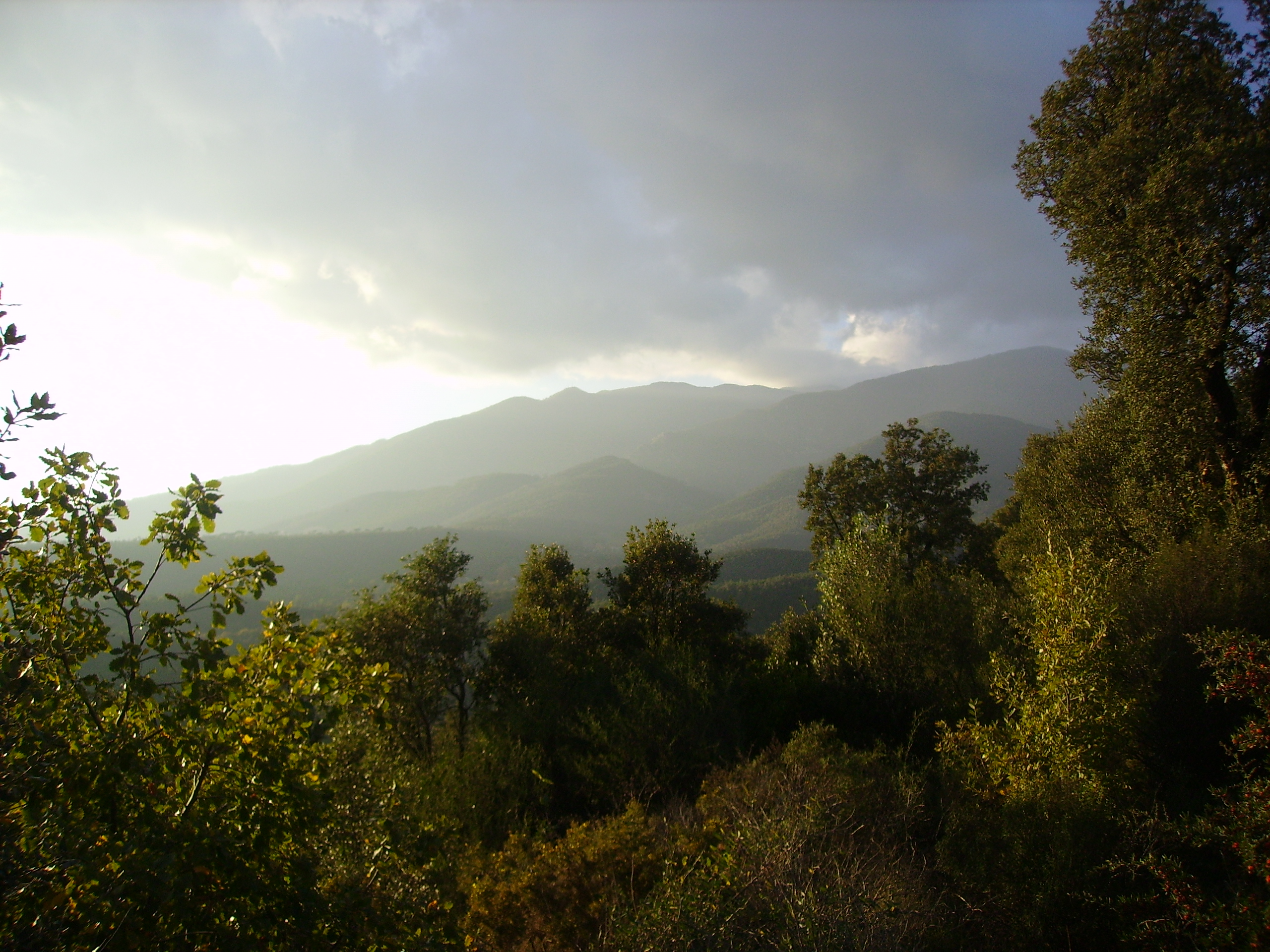
La sierra de Montseny

## Histoire
La première course eu lieu le 26 avril 1964, avec un départ donné près de Sant Celoni, entre Sant Joan de Campins et Mosqueroles sur la route de Santa Fe. Jordi Gual est le directeur des courses initiales.
De 16 kilomètres initialement, cette côte passa au fil des années à 12, avec les 2 premiers kilomètres particulièrement véloces, puis du troisième au sixième de nombreux lacets négociés entre 120 et 150 km/h, et enfin les 6 derniers kilomètres, les plus rapides du trajet, devenus toujours à la limite de l'adhérence avec des pointes de vitesse à 185 km/h.
Parfois télévisée, elle compta comme manche d'ouverture, puis en troisième position, du Championnat d'Europe de la montagne de 1967 à 1988.
En 1988 un spectateur décède, percuté par la Ford Sierra Cosworth de Giacomo Botti. Trois autres personnes sont blessées.
La dernière saison fut uniquement  disputée dans le cadre du championnat de Catalogne, et non plus d'Espagne ou d'Europe, du fait des contraintes croissantes de sécurité et de coût imposées par la fédération, de plus en plus incompatibles avec la tenue d'une épreuve de ce type dans un parc naturel national.
Mauro Nesti s'est imposé à sept reprises.
Le cinquantenaire de la première course a été célébré en 2014 sur place par El Museu Etnològic del Montseny et l’associació Clàssics Montseny Guilleries.

## Palmarès
| Année | Pilote             | Voiture                |
| ----- | ------------------ | ---------------------- |
| 1964  | Joan Fernández     | Porsche                |
| 1965  | Joan Fernández     | Porsche                |
| 1966  | Joan Fernández?    | Porsche?               |
| 1967  | Gerhard Mitter     | Porsche 910 Bergspyder |
| 1968  | Gerhard Mitter     | Porsche 910 Bergspyder |
| 1969  | Peter Schetty      | Ferrari 212E Montagna  |
| 1970  | Jorge de Bagration | Porsche 908/2          |
| 1971  | Mario Casoni       | Porsche 908/2          |
| 1972  | Xavier Perrot      | March 722-Ford         |
| 1973  | Jimmy Mieusset     | March 722-Ford         |
| 1974  | Jimmy Mieusset     | March 742-Ford         |
| 1975  | Eugenio Baturone   | Brabham BT40-Ford      |
| 1976  | Michel Pignard     | March 762-Ford F2      |
| 1977  | Eugenio Baturone   | Brabham BT40-Ford      |
| 1978  | Joan Fernández     | Lola T 296             |
| 1979  | Mauro Nesti        | Lola T296              |
| 1980  | Michel Pignard     | TOJ SC206-BMW          |
| 1981  | Jean-Louis Bos     | Lola T298              |
| 1982  | Joan Fernández     | Lola T296-Danone       |
| 1983  | Mauro Nesti        | Osella PA9-BMW         |
| 1984  | Mauro Nesti        | Osella PA9-BMW         |
| 1985  | Mauro Nesti        | Osella PA9-BMW         |
| 1986  | Mauro Nesti        | Osella PA9-BMW         |
| 1987  | Mauro Nesti        | Osella PA9-BMW         |
| 1988  | Mauro Nesti        | Osella PA9-BMW         |
| 1989  | Pablo Egózcue      | Osella CS              |